# Csetény
Csetény [četéň] je obec v Maďarsku v župě Veszprém, spadající pod okres Zirc. Nachází se asi 11 km severovýchodně od Zirce, asi 50 km jihovýchodně od Győru a asi 100 km západně od Budapešti. Žije zde přibližně 1 800 obyvatel. Dle údajů z roku 2011 tvoří 85,7 % obyvatelstva Maďaři, 0,2 % Romové, 0,1 % Němci, 0,1 % Poláci a 0,1 % Slováci, přičemž 14,3 % obyvatel se k národnosti nevyjádřilo.
Kromě hlavní části jsou součástí obce i osady Delytanya a Újtelep.

## Sousední obce
| Růžice kompasu |            | Súr     |        | Růžice kompasu |
| Růžice kompasu | Dudar      | Sever   | Szápár | Růžice kompasu |
| Růžice kompasu | Dudar      | Csetény | Szápár | Růžice kompasu |
| Růžice kompasu | Dudar      | Jih     | Szápár | Růžice kompasu |
| Růžice kompasu | Bakonynána | Jásd    |        | Růžice kompasu |